# Lipromorpha inexpectata
Lipromorpha inexpectata es una especie de insecto coleóptero de la familia Chrysomelidae. Fue descrita científicamente en 2006 por Komiya.